# George W. Smythe
George Winfred Smythe  (* 4. August 1899 in Norristown, Montgomery County, Pennsylvania; † 16. Januar 1969) war ein Generalmajor der United States Army. Er war unter anderem Kommandeur der 3. Infanteriedivision.
George Smythe besuchte die öffentlichen Schulen seiner Heimat einschließlich der Norristown High School, der West Chester Normal School und des Muhlenburg Colleges. In den Jahren 1920 bis 1924 durchlief er die United States Military Academy in West Point. Nach seiner Graduation wurde er als Leutnant der Infanterie zugeteilt. In der Armee durchlief er anschließend alle Offiziersränge vom Leutnant bis zum Zwei-Sterne-General.
In seinen jüngeren Jahren absolvierte er den für Offiziere in den niederen Rangstufen üblichen Dienst in unterschiedlichen Einheiten und Standorten. Dazu gehörten auch Aufgaben als Stabsoffizier in verschiedenen Hauptquartieren. Mitte der 1930er Jahre war er Dozent an der Militärakademie in West Point. Zwischen September 1940 und dem 15. Februar 1942 war er auf Hawaii stationiert, wo er Stabsoffizier im 27. Infanterieregiment war. In diese Zeit fiel der amerikanische Eintritt in den Zweiten Weltkrieg.
Nach einer kurzen Zeit als Stabsoffizier in der Stabsabteilung  G4 beim Chief of Staff of the Army wurde Smythe dem Stab der Army Service Forces zugeteilt, wo er zwischen April 1942 und April 1943 als Beschaffungsoffizier der Stabsabteilung G2 (Nachrichtendienste) angehörte. Ab Mai 1943 nahm er aktiv am Kriegsgeschehen teil, wobei er auf dem afrikanisch-europäischen Kriegsschauplatz eingesetzt war. In Nordafrika war er zunächst ebenfalls als Beschaffungsoffizier tätig.
Zwischen dem 1. Juli 1943 und dem 12. März 1945 kommandierte George Smythe das 47. Infanterieregiment das der 9. Infanteriedivision unterstand. Dabei war er zunächst mit seinem Regiment auf Sizilien eingesetzt. Anschließend wurde sein Regiment mit der gesamten Division nach Großbritannien verlegt, wo es für einen Einsatz bei der geplanten Landung der Alliierten in der Normandie vorbereitet wurde. Am 10. Juni 1944 landete die Division und mit ihr das von Smythe kommandierte 47. Infanterieregiment am Utah Beach. In der Folge drang Smyth mit seiner Einheit zusammen mit der übergeordneten Division und anderen Verbänden über Frankreich in Richtung deutsche Grenze vor. Dabei wurde auch seine Einheit in schwere Kämpfe verwickelt. Für seine dabei erbrachten militärischen Verdienste wurde er mit mehreren Orden ausgezeichnet. Er war auch an der Eroberung der Ludendorff-Brücke bei Remagen beteiligt.
Wenige Tage nach diesem Ereignis wurde George Smythe zum Stab der 80. Infanteriedivision versetzt, die ebenfalls von Frankreich kommend weit nach Deutschland vordrang und schließlich die Grenze zur Tschechoslowakei erreichte. Smythe war im Stab dieser Division zwischen März und August 1945 eingesetzt.
In den Jahren 1945 bis 1947 gehörte er dem Stab der Army Ground Forces an. Danach war Smythe von 1947 bis 1949 Stabschef der 3. Armee. Anschließend war er bis 1951 Stabsoffizier bei der 1. Infanteriedivision, die damals in Deutschland stationiert war. Zwischen März und Oktober 1952 kommandierte George Smythe die 24. Infanteriedivision die nach schweren Verlusten im Koreakrieg in jener Zeit nach Japan verlegt wurde.
Im Oktober 1952 erhielt er das Kommando über die 3. Infanteriedivision das er bis Mai 1953 innehatte. Mit dieser Division nahm er aktiv am Geschehen des Koreakriegs teil. Von 1953 bis 1955 bekleidete er das Amt des stellvertretenden Kommandeurs der 2. Armee. Danach leitete er bis zu seiner Pensionierung im Februar 1957 die militärische Beratergruppe für Taiwan.
Er starb am 16. Januar 1969 und wurde auf dem amerikanischen Nationalfriedhof Arlington beigesetzt.

## Orden und Auszeichnungen
George Smythe erhielt im Lauf seiner militärischen Laufbahn unter anderem folgende Auszeichnungen:
- Distinguished Service Cross
- Army Distinguished Service Medal
- Silver Star
- Legion of Merit